# 위선

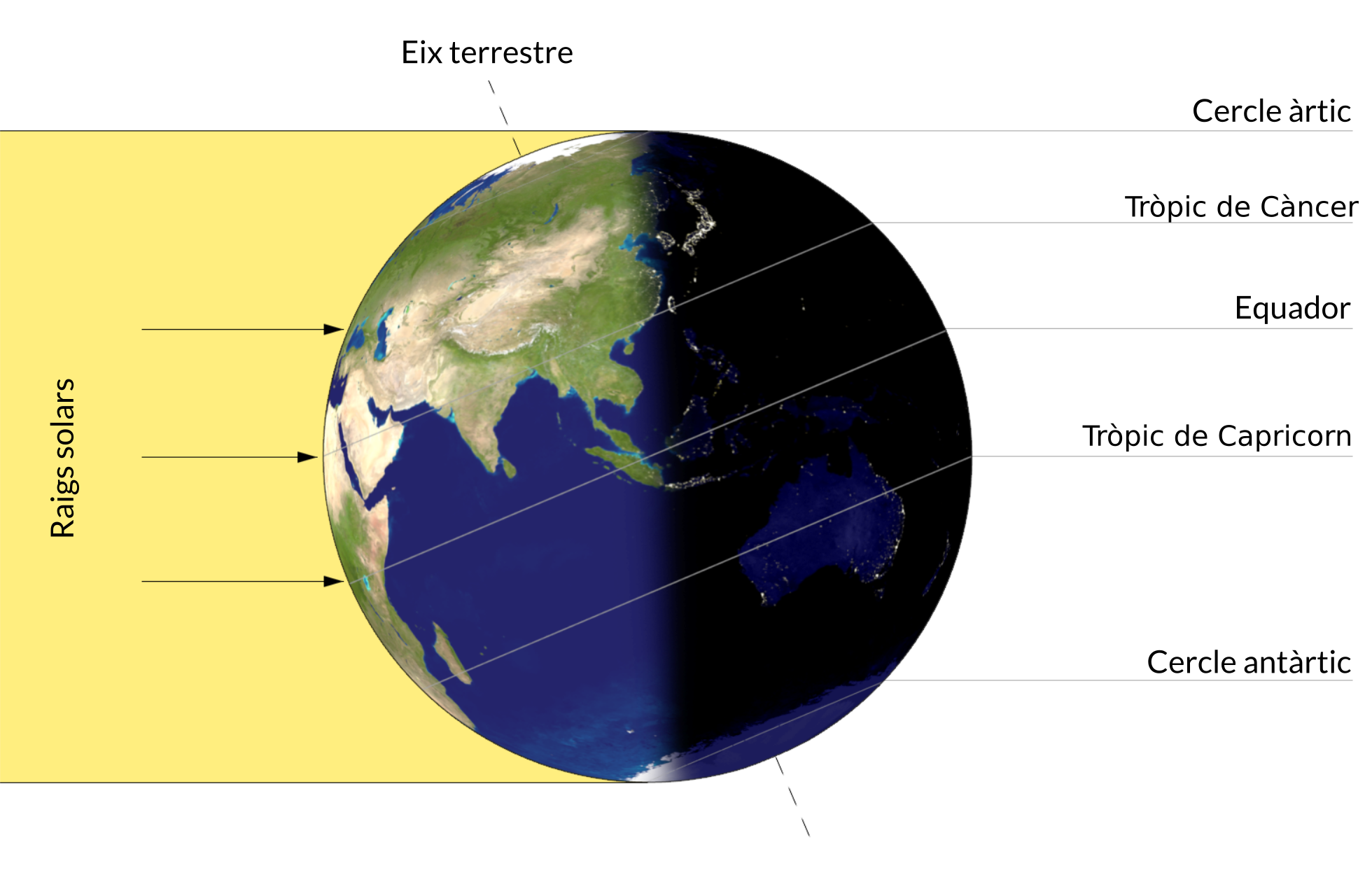

위선(緯線,영어: parallel)은 지구 위의 위치를 나타내는 가상의 선이다.
보통 지도나 지구본에는 위선과 경선이 그어져 있다. 이것은 지구 표면상의 각 지점의 위치를 누구나가 알 수 있도록 정확하게 표시하기 위하여 고안된 것이다. 함수의 그래프의 가로축과 세로축과 같은 관계이며, 지구 표면상의 각 지점의 위치는 위도와 경도로써 표시된다. 이 중 위선이라는 것은 적도를 0도 , 북극점과 남극점을 각각 90도 로 정하고, 적도와 평행으로 지구 표면의 같은 위도의 지점을 잇는 가로의 선이다. 그리고, 적도의 북쪽을 북반구, 남쪽을 남반구라고 하며, 북반구의 위선상의 위치는 북위, 남반구의 위치는 남위로 나타낸다. 북위 23 7의 위선을 각각 북회귀선, 남회귀선이라 하며, 북회귀선에는 하지에, 남회귀선에는 동지에 태양이 바로 위를 지난다. 위도 66 33의 위선은 극권(極圈)이라 한다. 극권의 고위도 쪽에서는 겨울에는 하루 종일 해가 보이지 않는 날이, 여름에는 해가 지지 않는 날이 생긴다.

## 주요 위선
- 북극권 (66° 33′ 38″ N)
- 북회귀선 (23° 26′ 22″ N)
- 적도 (0° N)
- 남회귀선 (23° 26′ 22″ S)
- 남극권 (66° 33′ 38″ S)